# Второе сражение при Оберне
Второе сражение при Оберне (англ. Second  Battle of Auburn), известное так же как Сражение при Кофе-Хилл (англ. Battle of Coffee Hill)  — произошло 14 октября 1863 года, в начале кампании Бристо в ходе американской гражданской войны. II корпус Потомакской армии отступал по дороге к станции Кетлетт-Стейшен, но встретил кавалерийский отряд Джеба Стюарта, который попал в окружение днём ранее. Стюарт обстрелял позиции противника из орудий, а в это время корпус генерала Ричарда Юэлла начал наступление на федеральный корпус с противоположной стороны. Дивизия генерала Александра Хейса заставила Стюарта отступить, и это освободило дорогу для отхода всего II корпуса. Корпусу удалось выйти к железной дороге Ориндж-Александрия, где в тот же день он был атакован южанами в сражении у станции Бристо.